# Grown Man Talk
Albums de Diamond D
Hatred, Passions and Infidelity
(1997) The Diamond Mine
(2005)
Grown Man Talk est le troisième album studio de Diamond D, sorti en 2003.
Cet album, le premier publié sur le label du rappeur, Diamond Mine Records, a fait l'objet d'une diffusion limitée.

## Liste des titres
Tous les morceaux ont été produits par Diamond D, à l'exception de U Gots 2 Go, produit par 88-Keys.
| No  | Titre                                                                  | Contient un (des) sample(s) de                   | Durée |
| --- | ---------------------------------------------------------------------- | ------------------------------------------------ | ----- |
| 1.  | Intro                                                                  |                                                  |       |
| 2.  | Time Will Heal U                                                       | Matter of Time de David Sancious & Tone          |       |
| 3.  | Da Magnificent                                                         |                                                  |       |
| 4.  | Like Us (featuring AK2000 et Big C)                                    |                                                  |       |
| 5.  | In da BX (featuring Sadat X et Tons)                                   | Blow Your Head de Fred Wesley and The J.B.'s     |       |
| 6.  | Why Yawl Hatin (featuring Brick Dawson)                                |                                                  |       |
| 7.  | Watch Me                                                               |                                                  |       |
| 8.  | Put it Down (featuring Sadat X)                                        |                                                  |       |
| 9.  | Live My Life (featuring Blake Carrington)                              |                                                  |       |
| 10. | U Gots 2 Go (featuring AK2000)                                         |                                                  |       |
| 11. | I Know You Really Want It (featuring Big C, Blake Carrington et Verse) | Girl You Need a Change of Mind d'Eddie Kendricks |       |
| 12. | Don't Mean Shit 2 Me (featuring Brick Dawson)                          |                                                  |       |
| 13. | If I Were Ya Woman (featuring AK2000 et Big C)                         | If I Were Your Woman de Gladys Knight & the Pips |       |
| 14. | So Lovely                                                              | Sea of Tranquility de Kool & the Gang            |       |
| 15. | 2 Late (featuring Sadat X)                                             | Just to Keep You Satisfied de Marvin Gaye        |       |
| 16. | Love                                                                   |                                                  |       |
| 17. | 50 Wayz (featuring Big C)                                              | 50 Ways to Leave Your Lover de Paul Simon        |       |